# Germán Sciutto
Germán Sergio Sciutto (Marcos Juárez, 12 marzo 1978) è un allenatore di pallacanestro ed ex cestista argentino con cittadinanza italiana. Ma non ha mai giocato nella Virtus Bologna!